# متحف أنجلادون
متحف أنجلادون - جاك دوسيه (فرنسي Musée Angladon - Collection Jacques Doucet) يقع المتحف في 5 شارع لابورور في أفينيون. ويقع في فندق مارسيليا، وهو فندق خاص سابق تم بناؤه في القرن الثامن عشر. تأسس المتحف عام 1996 بناءً على طلب جان وبوليت أنجلادون-دوبروج، ورثة أرملة مصمم الأزياء الباريسي جاك دوسيه (1853-1929). تشمل مجموعاتها أعمالاً فنية من القرن الثامن عشر إلى القرن العشرين.

## تاريخ
أنشأ جاك دوسيه واحدًا من أوائل دور الأزياء الراقية في باريس، ويقع مقره الرئيسي في شارع دي لا بيكس من عام 1895 إلى عام 1927 في شارع السلام في باريس. بفضل الثروة التي اكتسبها من هذا المشروع، قام بجمع اللوحات والرسومات والأثاث والتحف الفنية من القرن الثامن عشر حتى يومنا هذا. كان أيضًا مؤيدًا نشطًا للفنون، وقدم الدعم المالي للكتاب مثل لويس أراغون وأندريه بريتون وروبرت ديسنوس وماكس جاكوب وأندريه سواريس وأنطونين أرتو وبلاز سندرار وبيير ريفيردي، كما تبرع بمكتبتين كاملتين لجامعة باريس. تتكون من عدة آلاف من الكتب والوثائق وتشكل الآن مكتبة جاك دوسيه للفنون والآثار (الآن مكتبة INHA) ومكتبة جاك دوسيه الأدبية على التوالي.

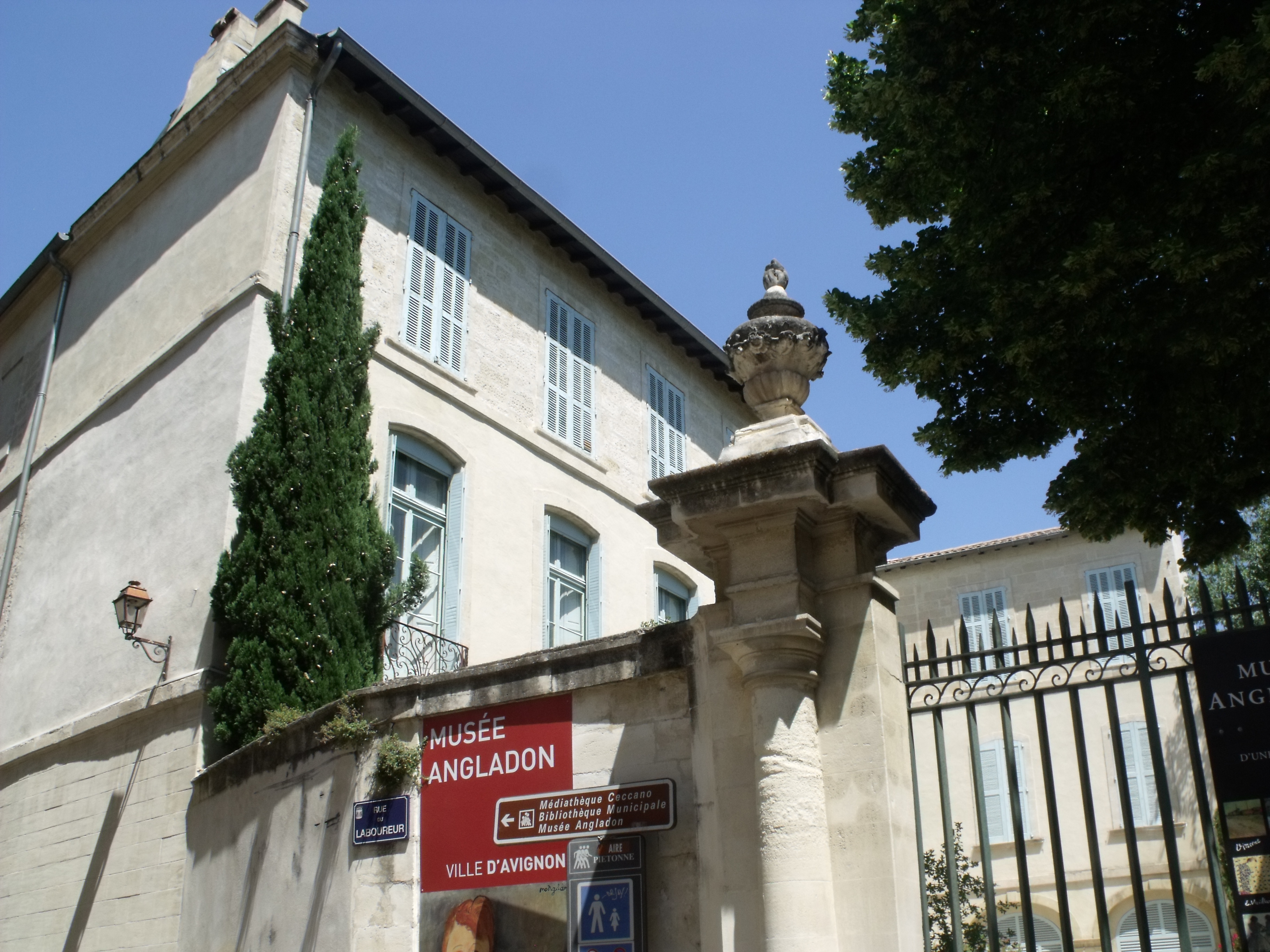
واجهة فندق دي ماسيلان السابق
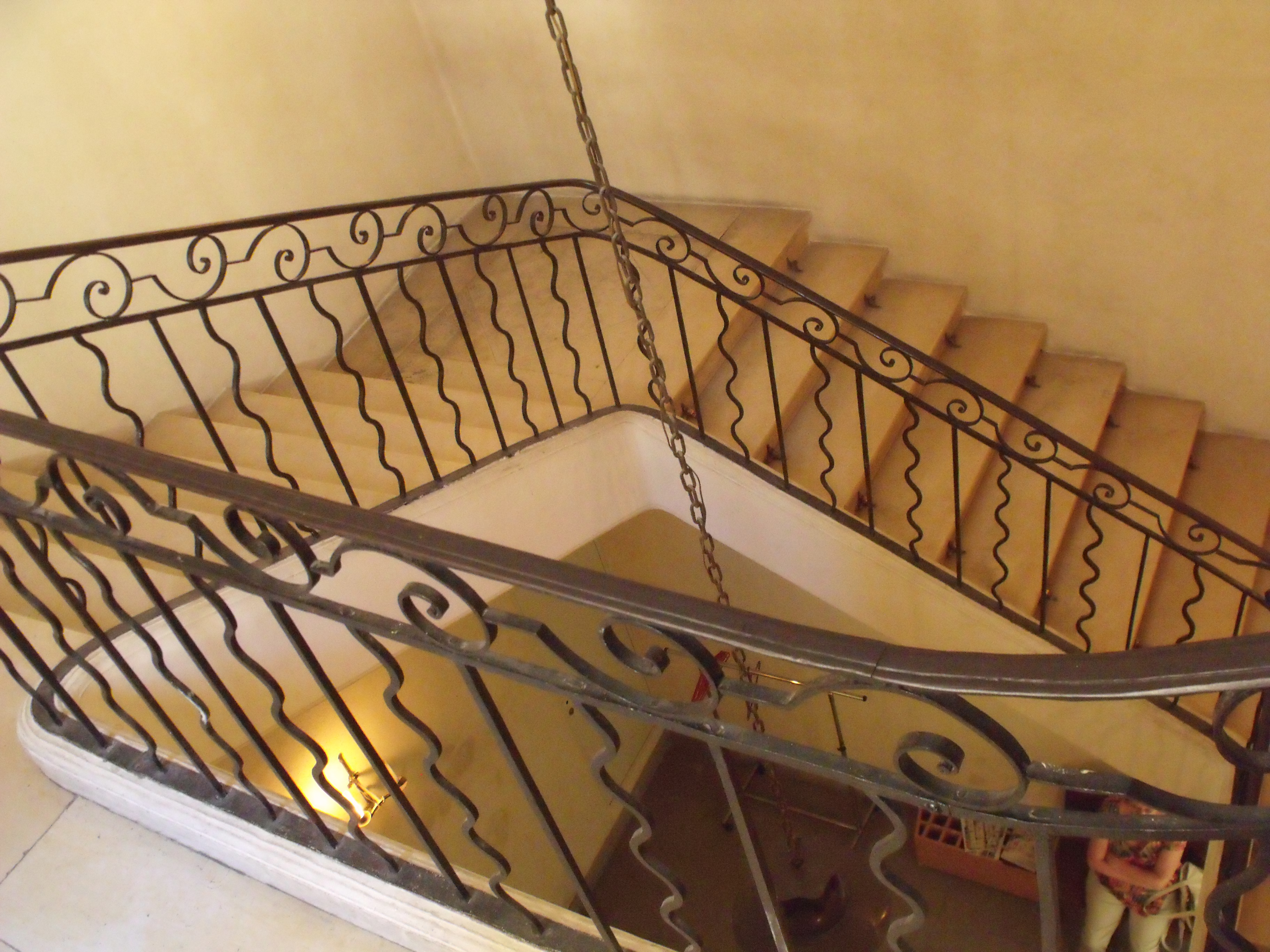
فندق سلم فندق دي ماسيلان السابق

## معرض الصور

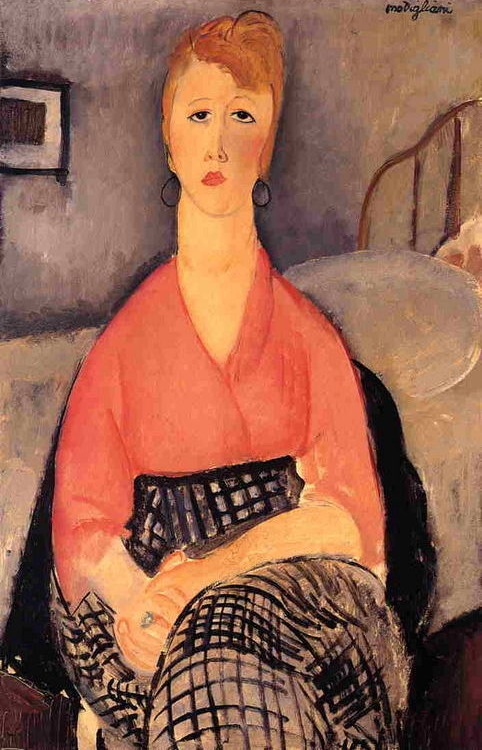
البلوزة الوردية (البلوزة الوردية)، أميديو موديلياني، 1919

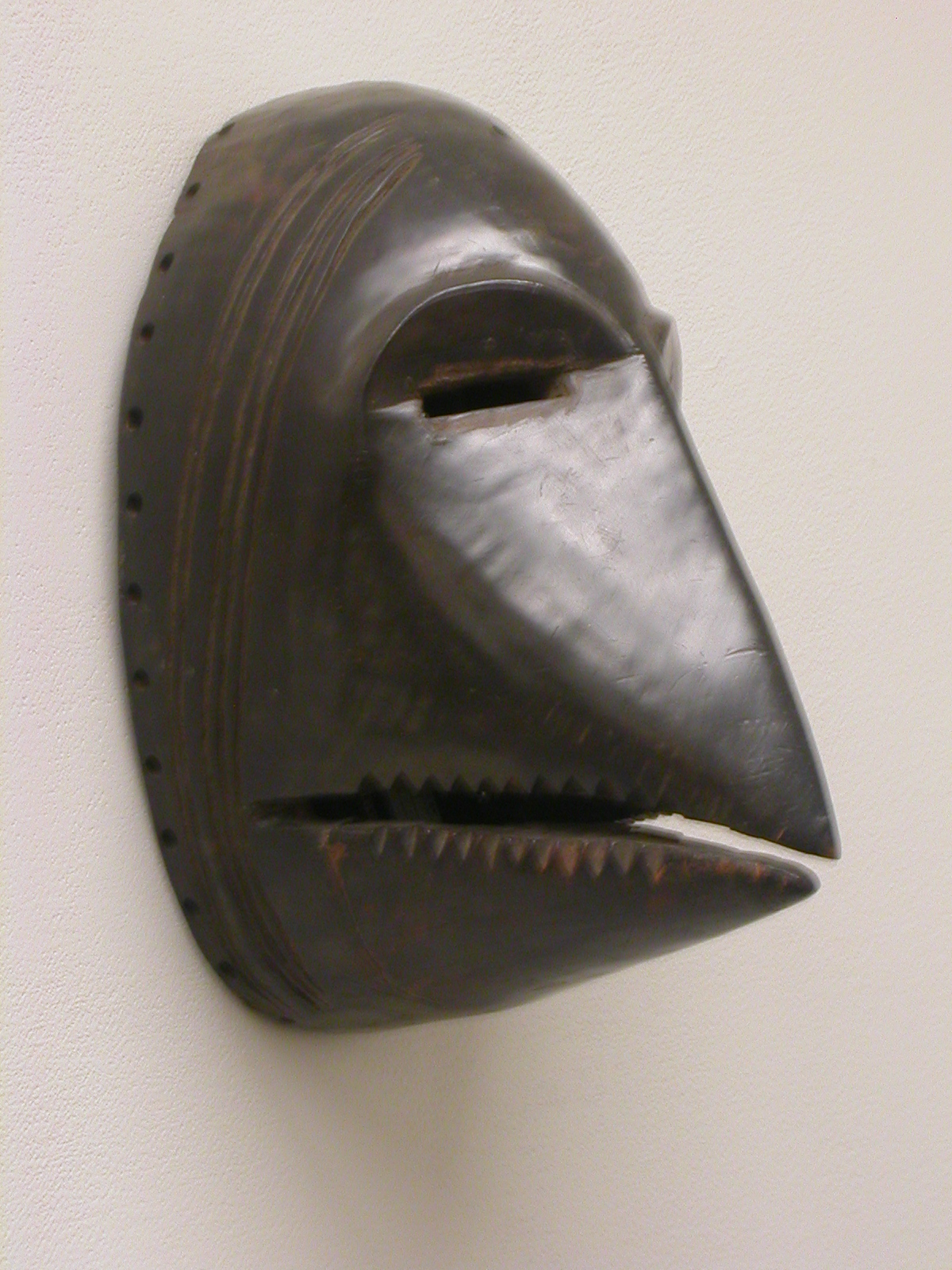
ماسك، ساحل العاج
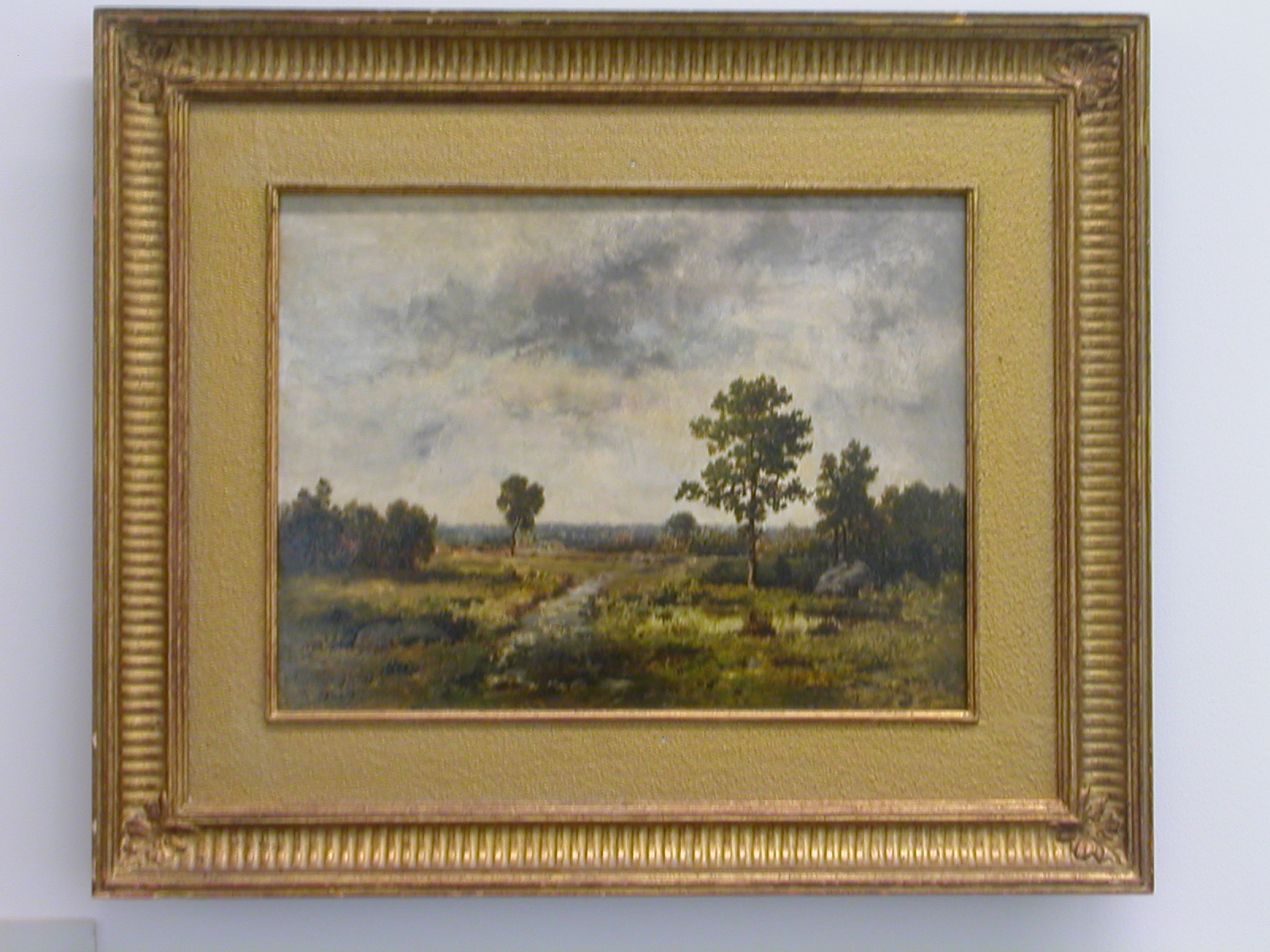
بالقرب من فونتينبلوبواسطة نارسيس فيرجيل دياز دي لا بينيا
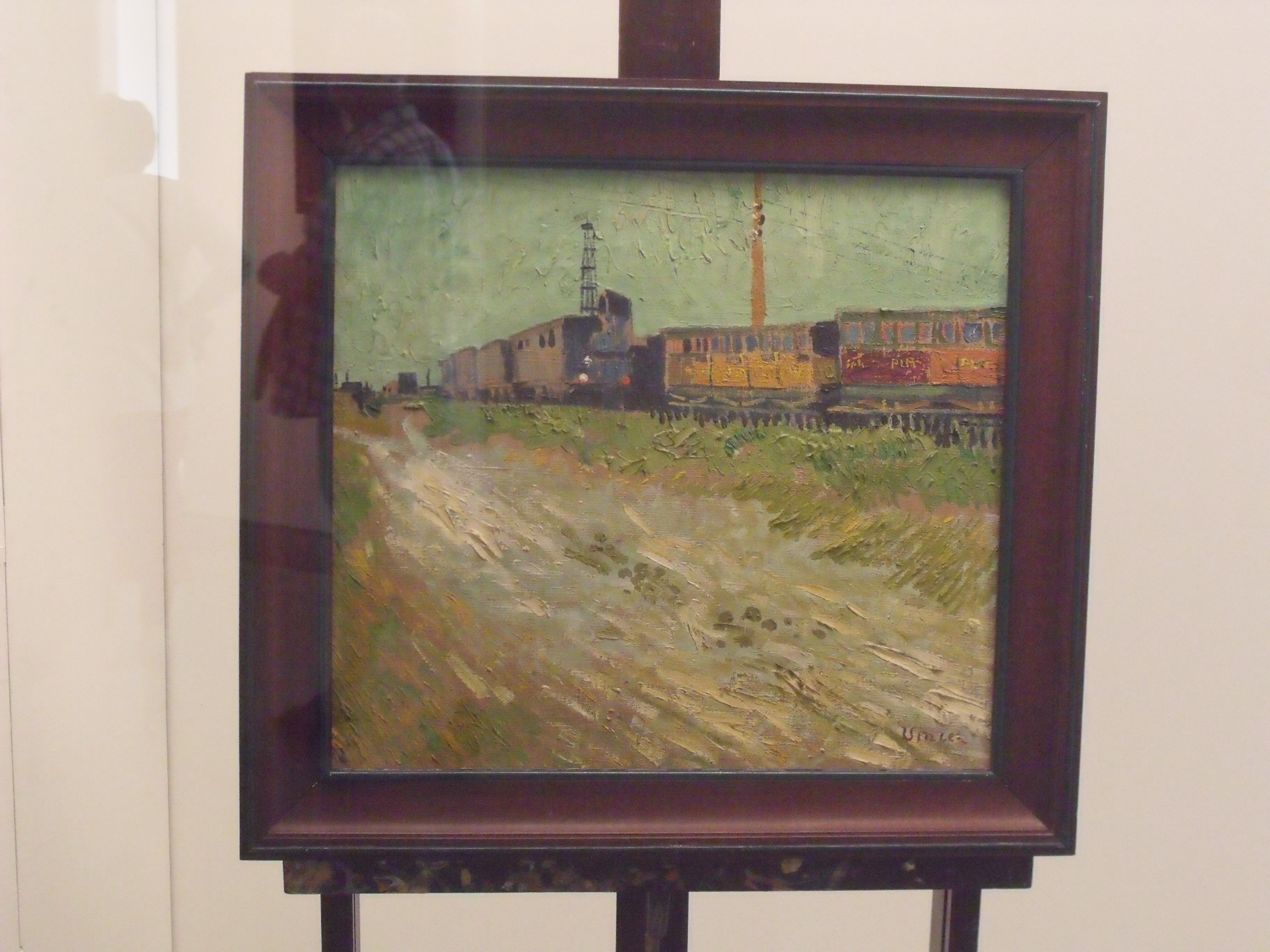
قطارات السكك الحديدية أغسطس 1888بواسطة فنسنت فان جوخ
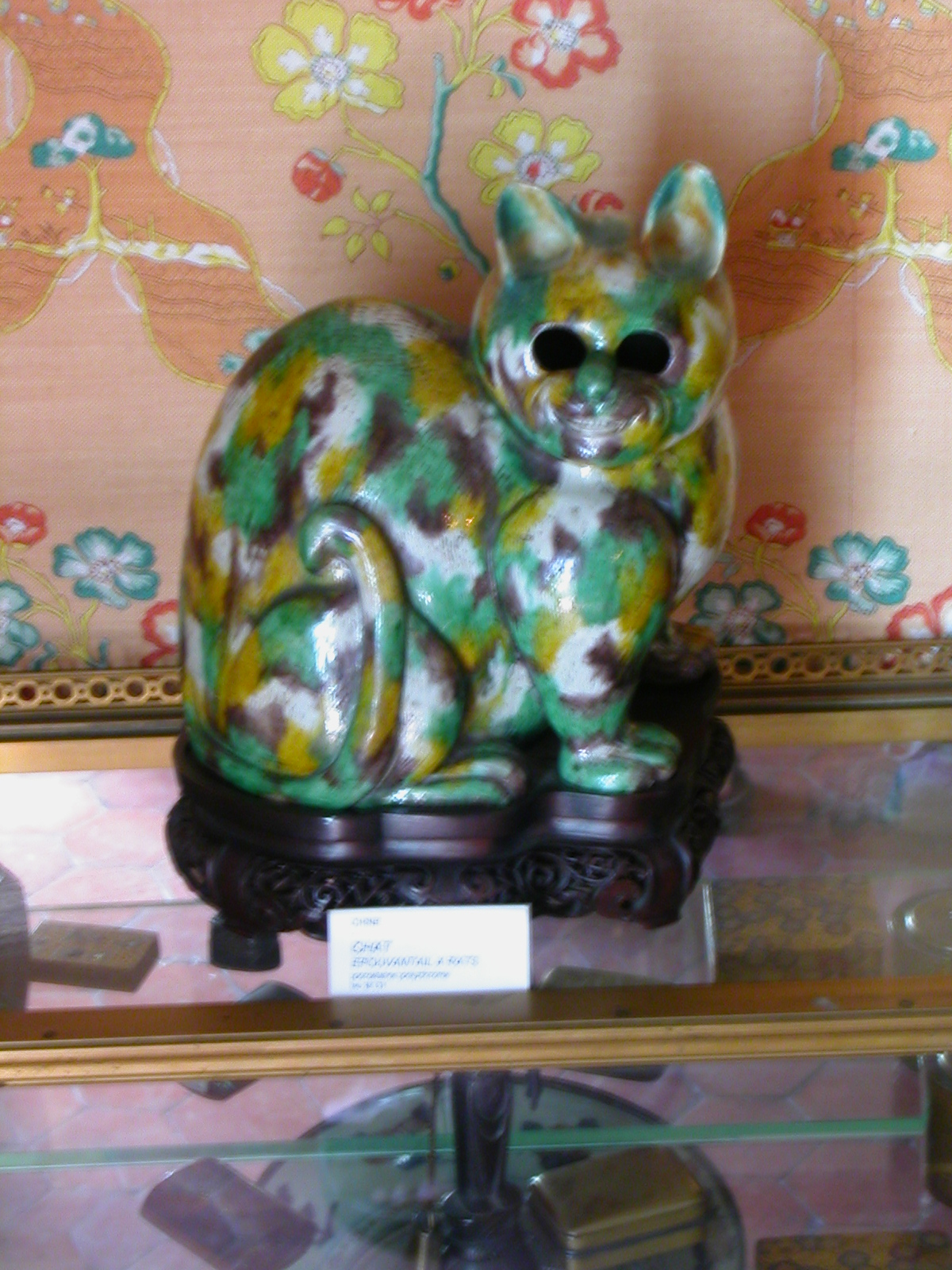
قطة خزفية